# Sphaeroderma testaceum
Espèce
Synonymes
- Altica testacea Fabricius, 1775
- Haltica cardui Gyllenhal, 1813
- Sphaeroderma cardui (Gyllenhal, 1813)

Sphaeroderma testaceum, une des altises de l'artichaut, est une espèce de petit coléoptère appartenant à la famille des Chrysomelidae,.

## Distribution
Cette espèce est présente dans la majeure partie de l'Europe, en Afrique du Nord et en Israël. On le trouve parfois en Amérique du Nord (Canada atlantique),.

## Habitat
Ces coléoptères habitent principalement les terrains vagues, les bois, les bords de routes et d'autres zones où se trouvent des plantes hôtes.

## Description
Sphaeroderma testaceum peut atteindre une taille de 3,5 à 4 mm. Ces minuscules coléoptères ont une tête large, de grands yeux et les antennes filiformes serrées entre les yeux. Leurs élytres sont convexes et légèrement allongés et les fémurs postérieurs plutôt élargis. Leur pronotum présente une ponctuation grossière, des coins antérieurs proéminents, une rainure basale bien définie et deux encoches latérales. Les élytres et le pronotum sont d'un brun-orange clair et brillant.
Cette espèce est très similaire à Sphaeroderma rubidum (Graëlls, 1853). Elle s'en distingue par sa plus petite taille et la forme de ses élytres, mais surtout par des organes génitaux différents.

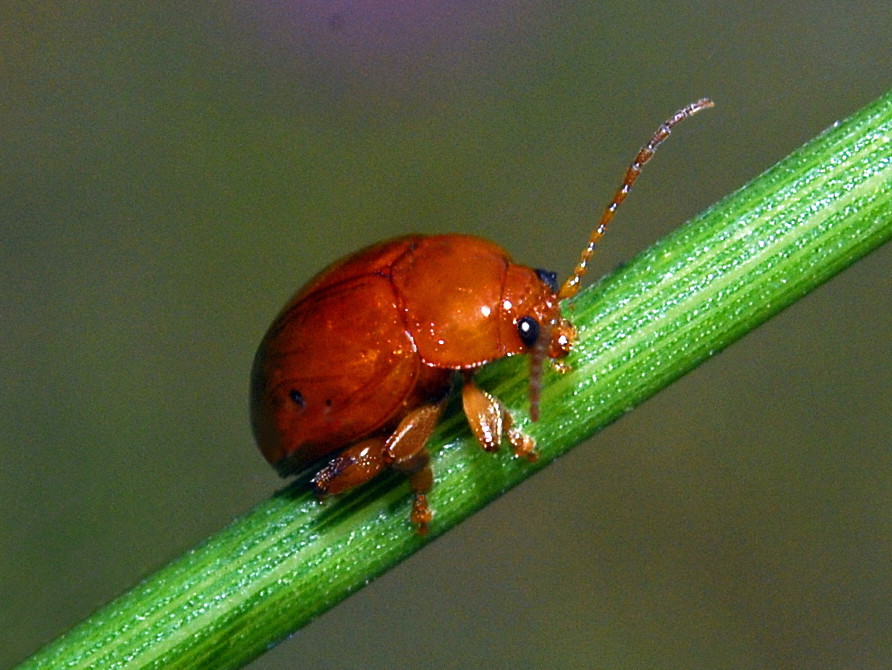
Vue de côté.
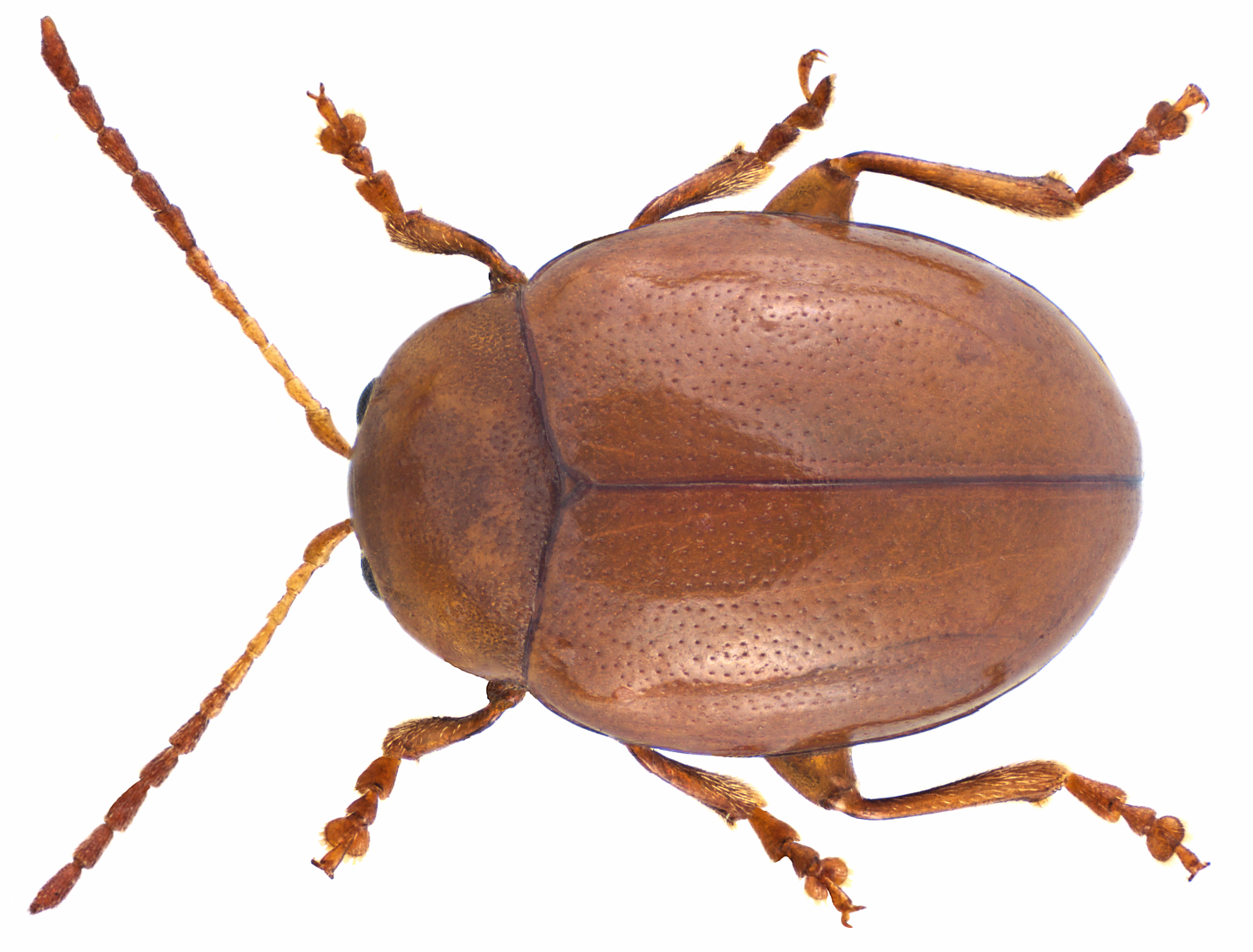
Sphaeroderma testaceum.
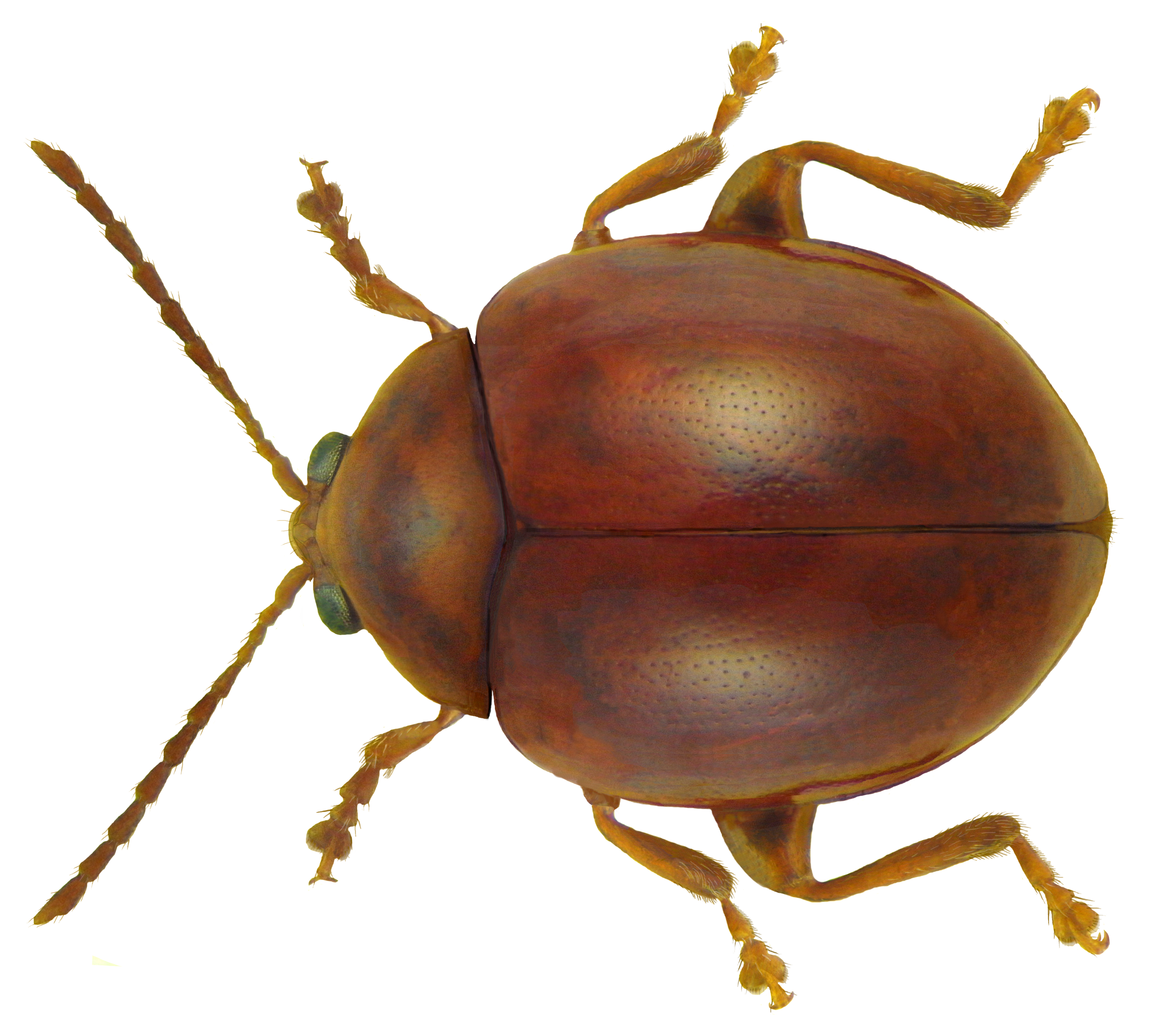
Sphaeroderma rubidum (Graells, 1858).

## Biologie
Les adultes sont visibles de mai/juin à septembre. La nymphose a lieu au printemps et de nouveaux adultes peuvent être observés à partir de mai. L'hivernage se produit sous forme de larves de troisième stade (final), parfois sous forme d'imago.
Les larves et les adultes se nourrissent de feuilles, en particulier de diverses espèces de chardons (espèces de Carduus, Carlina, Cirsium, Onopordum et Cynara), de centaurée commune (Centaurea nigra), d'espèces de Serratula (en) et de cirse des champs (Cirsium arvense, au Canada),.